# Daniel Chester French
Daniel Chester French (Exeter, 20 aprile 1850 – Stockbridge, 7 ottobre 1931) è stato uno scultore statunitense.
La sua opera più famosa è la scultura Abraham Lincoln (French 1920) che ritrae il presidente degli Stati Uniti d'America Abraham Lincoln e sita nel Lincoln Memorial a Washington.

## Biografia
French è nato in Exeter (New Hampshire), figlio di Henry Flagg French (1813–1885) e di Anne Richardson. Per un certo periodo fu vicino di casa e amico di Ralph Waldo Emerson, della Famiglia Alcott. La sua decisione di dedicarsi alla scultura venne influenzata da May Alcott, sorella della scrittrice statunitense Louisa May Alcott.
Dopo un anno al Massachusetts Institute of Technology, French decise di lasciare gli studi per lavorare nella fattoria del padre.
Successivamente, nel periodo in cui visitò i parenti di Brooklyn, lavorò per un mese nello studio dello scultore John Quincy Adams Ward, quindi iniziò a lavorare su commissione e a 23 anni ricevette da parte della città di Concord, Massachusetts il primo incarico che lo portò alla creazione dell'opera conosciuta con il nome di The Minute Man, la quale venne esposta il 19 aprile del 1875 per la commemorazione del centenario della Battaglia di Lexington. Precedentemente era stato in Italia, a Firenze dove aveva lavorato per un anno con lo scultore Thomas Ball.
Nel 1913 venne nominato socio della American Academy of Arts and Sciences. 
Nel 1917 progettò la medaglia d'oro del Premio Pulitzer.
French morì a Stockbridge nel 1931 all'età di 81 anni e venne sepolto a Concord.